# Потенциометр (резистор)

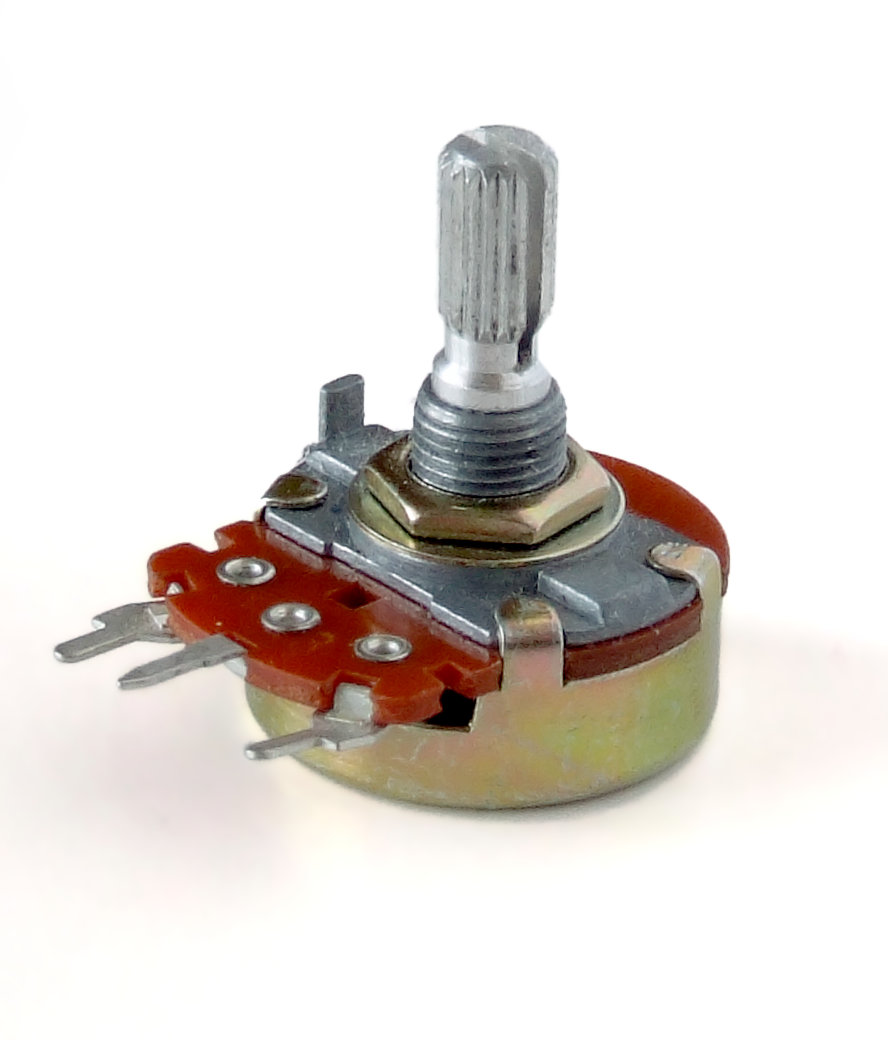
Потенциометр.

Потенцио́метр — жаргонное название переменного резистора, включенного как делитель электрического напряжения. Под потенциометрами, как правило, подразумевают резисторы с подвижным отводным контактом (движком). С развитием электронной промышленности помимо «классических» потенциометров появились также цифровые потенциометры. Такие потенциометры, как правило, представляют собой интегральные схемы, не имеющие подвижных частей и позволяющие программно регулировать собственное сопротивление с заданным шагом.
Большинство разновидностей переменных резисторов могут использоваться как в качестве потенциометров, так и в качестве реостатов, разница в схемах подключения и в назначении (потенциометр — регулятор напряжения, реостат — силы тока).
Потенциометры используются в качестве регуляторов параметров (громкости звука, мощности, выходного напряжения и т. д.), для подстройки внутренних характеристик цепей аппаратуры (подстроечный резистор), на основе прецизионных потенциометров построены многие типы датчиков углового или линейного перемещения.